# Jopen Meesterstuk
Jopen Meesterstuk  is een Nederlands bier van hoge gisting. Het bier wordt gebrouwen in Brouwerij Jopenkerk te Haarlem.

## Editie 2011/2012
Editie 2011/2012 is een zwart bier, type Russian imperial stout met een alcoholpercentage van 10%. Het bier wordt gebrouwen ter ere van Sint-Maarten, de beschermheilige van het Haarlemse brouwersgilde.

## Editie 2013
Meesterstuk 2013 is in gelimiteerde oplage uitgebracht. Als bier is dit jaar gekozen voor een quadruppel type gebrouwen met donkere tarwemout en Nieuw-Zeelandse hopsoorten. Water, pilsmout, tarwemout, caramout, kandijsuiker, Pacific Jade en East Kent Goldings (ketelhop) en Simcoe en Nelson Sauvin hop (dry hopping)